# Nicosia
Nicosia ist eine Stadt im Freien Gemeindekonsortium Enna in der Region Sizilien in Italien mit 12.594 Einwohnern (Stand 31. Dezember 2023).

## Lage und Daten
Nicosia liegt 48 km nordöstlich von Enna. Die Einwohner arbeiten hauptsächlich in der Landwirtschaft sowie in der Marmor- und Granitbearbeitung.
Die Ortsteile sind Marengo, Nicosia und Villadoro. Die Nachbargemeinden sind Calascibetta, Castel di Lucio (ME), Cerami, Gagliano Castelferrato, Gangi (PA), Geraci Siculo (PA), Leonforte, Mistretta (ME), Nissoria und Sperlinga.

## Geschichte
Der Ort ist zu byzantinischer Zeit entstanden. Er entwickelte sich unter normannischer Herrschaft weiter. Nicosia wurde berühmt durch den Besuch von Kaiser Karl V. im Jahre 1535.
Seit 1817 ist die Stadt Sitz des Bistums Nicosia.

## Bauwerke
- Kirche Carmine
- Kirche San Benedetto aus dem 14. Jahrhundert
- Kathedrale San Nicola di Bari mit einem Portal aus dem 15. Jahrhundert
- Kirche San Maria Maggiore aus dem 16. Jahrhundert mit dem Thron Karls V.
- Ruinen des Kastells aus dem Mittelalter

## Städtepartnerschaft
Seit 2000 pflegt die Stadt eine Städtefreundschaft mit Nikosia, der Hauptstadt Zyperns.

## Söhne und Töchter
- Felix von Nicosia (1715–1787), Kapuziner und Heiliger
- Marracash (* 1979), italienischer Rapper